# Tercjusz (postać biblijna)
Tercjusz, Terencjusz Ikonejski lub Terencjusz z Ikonium – żyjący w I wieku uczeń św. Pawła, postać biblijna, święty katolicki.
Tercjusz, choć nie należał do grona Apostołów, był jednym ze współpracowników Pawła z Tarsu. Był sekretarzem apostoła Pawła i spisywał List do Rzymian, który był skierowany do chrześcijan w Rzymie, co jako spisujący słowa apostoła zaznaczył w końcu listu (Rz 16, 22 BT).
Według Diodora z Tarsu, Pseudo-Hipolita, Pseudo-Doroteusza i innych miał być drugim biskupem Iconium (po Sozyparze). Zaliczony później do grupy Siedemdziesięciu dwóch apostołów, którzy rozeszli się po świecie, by nawracać na chrześcijaństwo. Terencjusz zginął śmiercią męczeńską jeszcze w I wieku. Wymieniany w grupach w synaksarionach 20 października, a także 20 i 21 czerwca, samodzielnie 30 czerwca. Do martyrologiów wprowadzony przez Cezarego Baroniusza jako męczennik, biskup i wspominany 21 czerwca.